# Krzysztof Przyjemski
Krzysztof Przyjemski herbu Rawicz (zm. 24 lutego 1718 roku) – chorąży kaliski od 1685 roku (zrezygnował przed 4 stycznia 1718 roku).
Sędzia kapturowy ziemstwa i grodu kaliskiego w 1704 roku.